# Pénemuné
Pénemuné (héber פְּנִימִי, penimi — „a belső” szóból ered) egy virrasztó Énok könyvében. A Bereshith Rabbaban az emberi ostobaság gyógyítója. Mivel egy Abraxielhez (Abraxas) közel álló angyal volt, Pénemuné is valószínűleg a gyógyító angyalok közé tartozott, a Labbim rendjébe.

„És a negyediknek a neve Pénemuné: ő pedig az, aki megmutatta az embereknek a keserűt és az édeset, és megtanította azoknak minden titkait és azok bölcsességeit.  És ő tanította meg az embereket a tintával, papírral való írásra, ami által sokan estek bűnbe öröktől örökre, mind a mai napig.  Mert az ember nem arra lett teremtve, hogy ilyeneket tegyen, hogy a jó hitüket tollal és papírral való írásban vallják meg. Mert az ember pontosan olyanná lett teremtve, mint az angyalok, annak céljából, hogy tiszták és igazak maradhassanak, és a halál, ami mindent lerombol, ne tudjon uralkodni rajtuk, de ezek által az ismeretek által pusztulásban vannak, és ennek ereje felemészti őket.”

– Énok 69: 8-11

## Fordítás
Ez a szócikk részben vagy egészben  a   Penemue című angol Wikipédia-szócikk fordításán alapul.  Az eredeti cikk szerkesztőit annak laptörténete sorolja fel. Ez a jelzés csupán a megfogalmazás eredetét és a szerzői jogokat jelzi, nem szolgál a cikkben szereplő információk forrásmegjelöléseként.